# Peppino Garibaldi
Pour les articles homonymes, voir Garibaldi (homonymie).
Giuseppe Garibaldi dit Peppino Garibaldi, né le 29 juillet 1879 à Melbourne en Australie et mort le 19 mai 1950 à Rome en Italie, est un général de brigade et homme politique italien.

## Biographie
Peppino Garibaldi était le petit-fils de Giuseppe Garibaldi et le fils aîné de Ricciotti Garibaldi. En même temps que son père, il prend part à la guerre gréco-turque de 1897 au côté des Grecs. Il combat ensuite avec les révolutionnaires au Venezuela et dans divers conflits en Amérique du Sud. Durant la révolution mexicaine, il prend part aux batailles de Casas Grandes et de Ciudad Juárez.
Il offre encore ses services avec panache à l'armée britannique dans la seconde guerre des Boers, puis il sert avec l’armée grecque pendant la première guerre balkanique en 1912. Parti en Amérique, il rentre en Europe dans le but de prendre part à la Première Guerre mondiale.
Il se rend à Paris où il crée une Légion garibaldienne portant la chemise rouge. Lieutenant-colonel, il est engagé à titre d'EVDG (engagé volontaire pour la durée de la guerre) en tant qu'étranger au dépôt de Montélimar. 
Créé le 5 novembre 1914, le 4e régiment de marche du 1er régiment étranger est placé sous son commandement en 1914 et en 1915. Il combat ainsi pendant la Première Guerre mondiale sous les couleurs de la France. Le 26 décembre 1914, pendant une bataille (victorieuse) près de Bolante en Argonne, son frère Bruno est tué. Dans une deuxième bataille, le 5 janvier 1915 à Four de Paris dans la même région, c'est son frère Costante qui perd la vie. À la mi-mars 1915, le régiment est dissous ; ses membres rejoignent le front en Italie, qui entre en guerre en mai. 
Au mois de juin de la même année, introduit par Guglielmo Miliocchi et Giuseppe Evangelisti, Garibaldi est initié en Franc-maçonnerie dans la Loge de Pérouse. 
Il revient combattre en France en 1918 dans le 2e corps de l'armée italienne du général Albricci qui se bat entre Soissons et Reims, ce qui lui vaut d’être promu général de brigade en juin 1918 avant de quitter l’armée en juin 1919.
Garibaldi s'est opposé au régime du Parti national fasciste de Benito Mussolini arrivé au pouvoir en 1922 (alors que son jeune frère Ezio en était sympathisant). Il a finalement quitté l'Italie pour les États-Unis, où il a épousé Madalyn Nichols Taylor. En 1940, il retourna en Italie où, en 1943, les autorités allemandes l'arrêtèrent et l'emprisonnèrent à la prison Regina Coeli à Rome. Après la guerre, il se retire de la vie publique et meurt à Rome âgé de 70 ans.